# Станка Глишић
Станка Ђ. Глишић (Градац, 14. јануар 1859 — Београд, 16. март 1942) била је наставница српског језика и преводилац.

## Биографија
Станка је рођена је у Градцу, селу надомак Ваљева, откуд се 1869. године с мајком Јевросимом преселила у Ваљево, због губитка имања у родном селу, пошто јој је отац преминуо 1865. године. Имала је два брата: Миливоја и Милована Глишића, познатог српског књижевника.
Течно је говорила француски, руски и италијански језик, а узимала је часове и немачког језика. Била је позваналац руске и француске књижевности, а поред рада у просвети бавила се и превођењем. За живота, на српски језик превела је бројна дела Тугењева, Гогоља, Чехова, дело Севастопољске приче Лава Толстоја, а преводила је чак и дечју књижевност.
Године 1929. издала је монографију Позоришне игре за децу, а 1933. монографију Моје успомене. Сарађивала је са многим листовима и часописима, као што су : „Српски гласник“, „Мисли“, „Венац“, „Политика“.
Глишићева је била изузетно скромна, па је тако многа дела преводила и не потписујући преводе, је нити за њих тражила хонорар. У марту 1925. године била је против тога да се њен педагошки јубилеј обележи од стране Женског покрета и истакла да њено дугогодишње образовање и васпитање деце је била обавеза, а не чин који треба наградити. Ипак, јубилеј је обележен, а Глишићева је у марту 1925. добила је орден Светог Саве трећег степена, за дугогодишњи рад од стране Министарсва просвете. Пензионисана је 1924. године.
Никада се није удала, нити је имала потомке. Преминула је 16. марта 1942. године у Београду.

## Образовање и рад
Немаштина је ограничавала школовање Станке, па је она тек са девет година кренула у школу и завршила три разеда.
Након смрти њене мајке, Станка прелази у Београд код брата Милована, са којим је била изузетно блиска. У Београду се одлучила да упише Вишу женску школу, за коју је додатно полагала пријемни испит због тога што је имала само три разеда основне школе.
Након успешног завршетка Више женске школе, Станка се враћа у Ваљево, где добија посао привремене учитељице, 1. августа 1878. године првог разеда Ваљевске женске школе. Посао учитељице у Ваљеву радила је све до 1883. године, када добија премештај у Београд, где почиње да ради у првом и другом разреду Вежбаонице Више женске школе.
Тадашња управница Више женске школе, Катарина Миловук препознала је Станкин потенцијал и на њено инсистирање, Станка је положила учитељски испит и тако постала класна учитељица. Од 1893. до 1924. године предавала је српски језик, изузев година током Првог светског рата.